# Live in Japan (album của Do As Infinity)
Live in Japan là DVD thu hình liveshow thứ hai của ban nhạc Do As Infinity được phát hành năm 2004. Album tiêu thụ được 17000 bản.

## Danh sách

### Đĩa 1
1. "Gates of Heaven" (Cổng thiên đàng)
2. "Honjitsu wa Seiten Nari" (本日ハ晴天ナリ Hôm nay sẽ là một ngày đẹp trời?)
3. "Under the Sun" (Phía dười Mặt Trời)
4. "We Are." (Chúng tôi là.)
5. MC
6. "Hi no Ataru Sakamichi" (陽のあたる坂道 Ngọn đồi phủ nắng?)
7. "Desire" (Khát khao)
8. "Azayaka na Hana" (アザヤカナハナ Đóa hoa rực rỡ?)
9. "Treasure Pleasure" (トレジャプレジャ Toreja Pureja?)
10. MC
11. "Buranko" (ブランコ Đu quay?)
12. "Hiiragi" (柊 Hoa Holly?)
13. "Fukai Mori" (深い森 Rừng sâu?)
14. "Kagaku no Yoru" (科学の夜 Đêm của tự nhiên?)

### Đĩa 2
1. MC
2. "Week!" (Tuần lễ!)
3. "Tōku Made" (遠くまで Rời xa?)
4. "Boukensha Tachi" (冒険者たち Những cuộc phiêu lưu?)
5. "135"
6. MC
7. "One or Eight" (Một hoặc tám)
8. "Thanksgiving Day" (Lời cảm ơn gửi tới 1 ngày)
9. MC -encore-
10. "Rock and Roll All Nite" -encore-
11. MC -encore-
12. "Tangerine Dream" -encore- (Giấc mơ màu vỏ quýt)
13. MC -encore-
14. "Field of Dreams" -encore- (Cánh đồng mơ)
15. MC -encore-
16. "Summer Days" -encore- (Những ngày hè)
17. "Ai no Uta" (あいのうた Bài hát tình yêu?) -encore-

## Xếp hạng
| Bảng xếp hạng (2004) | Thứ hạng | Thời gian trụ hạng |
| -------------------- | -------- | ------------------ |
| Oricon Nhật Bản      | 20       | 3 tuần             |